# Edifício do Recolhimento de Santa Maria Madalena ou das Convertidas

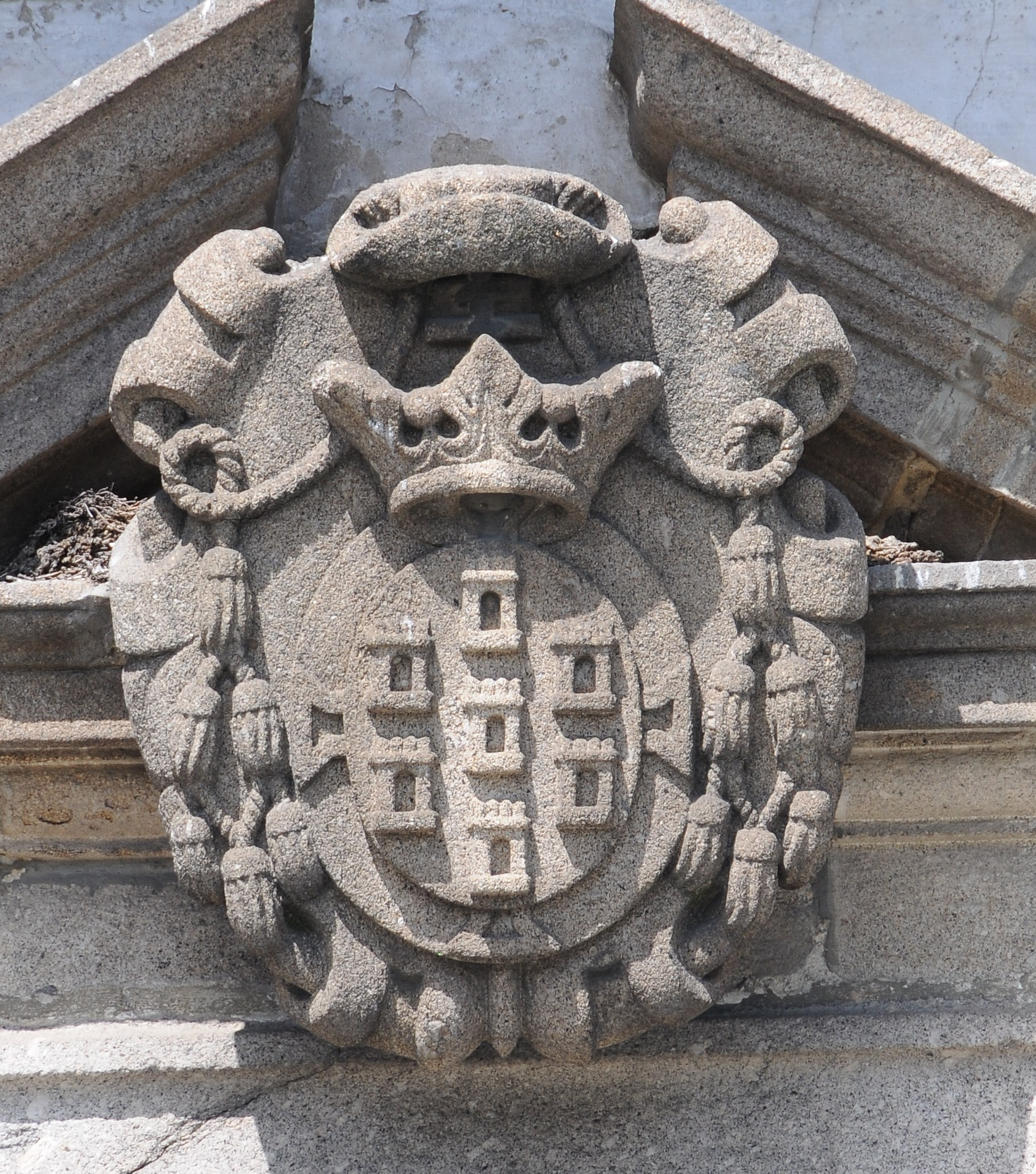
Recolhimento de Santa Maria Madalena: pedra de armas de D. Rodrigo.

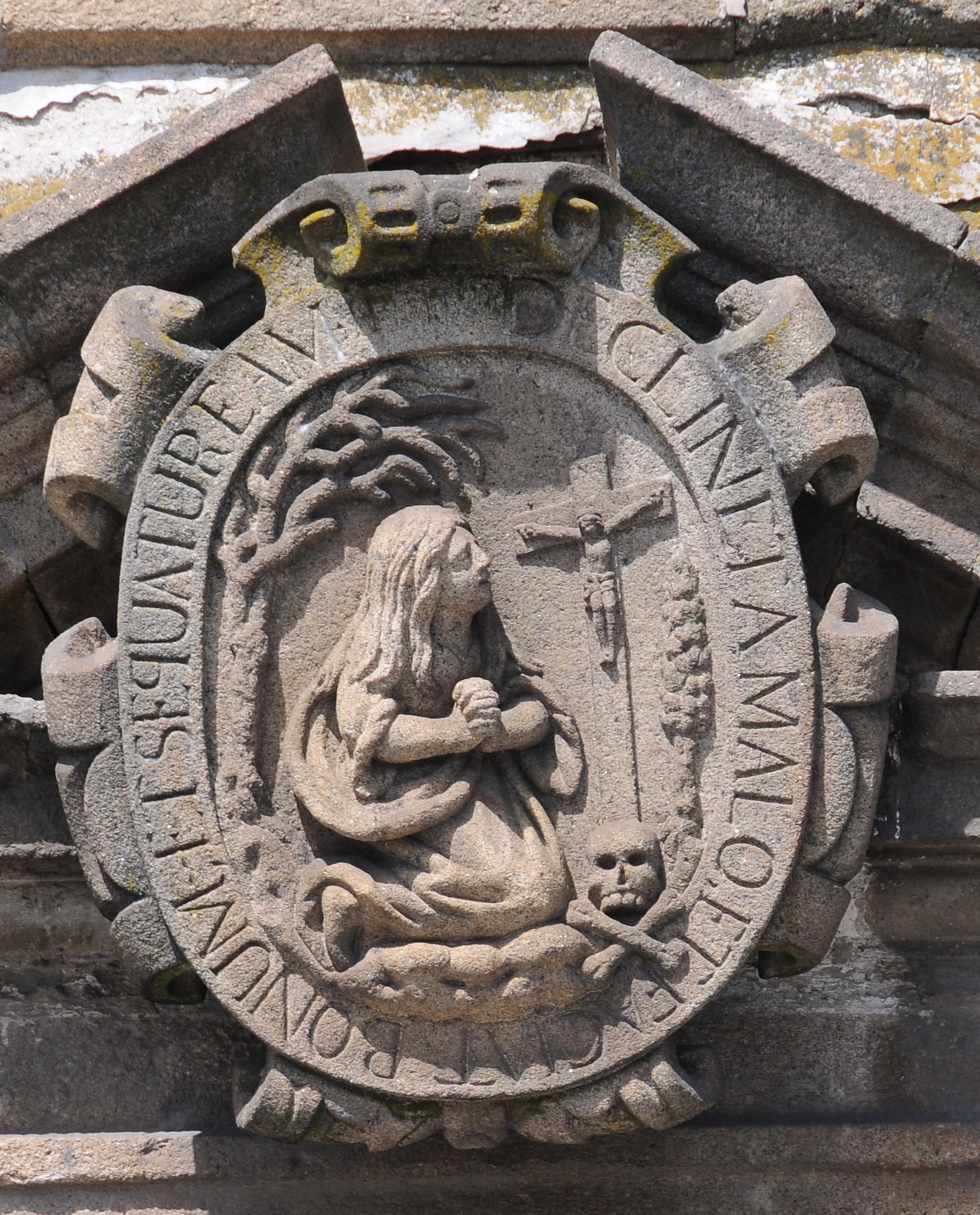
Recolhimento de Santa Maria Madalena: emblema.

O Edifício do Recolhimento de Santa Maria Madalena ou das Convertidas, também referido apenas por Recolhimento de Santa Maria Madalena e São Gonçalo e Recolhimento das Convertidas, localiza-se na freguesia de São Victor, cidade e município de Braga, distrito do mesmo nome, em Portugal.
Encontra-se classificado como Imóvel de Interesse Público desde 2012.

## História
Foi construído por iniciativa do Arcebispo de Braga, D. Rodrigo de Moura Teles, para instalar "mulheres pecadoras convertidas a Deus", tendo sido inaugurado em 25 de abril de 1722.
No lugar existia uma ermida mandada erigir por D. Jorge da Costa no ano 1500 em honra de Sao Bartolomeu, e que mais tarde se tornou conhecida como capela de São Gonçalo.
Atualmente encontra-se parcialmente abandonado e em estado de degradação.
É pertença do Ministério da Administração Interna, estando em curso negociações para que a sua posse seja transferida para a Comunidade Intermunicipal do Cávado.

## Características
É um edifício em estilo barroco, com as paredes em alvenaria de pedra caiadas e cantaria em granito nos cunhais, cornijas, pináculos e frontões. Apresenta ainda a pedra de armas de D. Rodrigo e um emblema do recolhimento.
O edifício divide -se em dois pisos que se desenvolvem em torno de um pátio em forma de U, com as celas e as dependências de serviço. A fachada principal, onde se situam as entradas da capela e do recolhimento, é marcada pelo torreão retangular, possivelmente um acrescento de época posterior. A capela, de planta retangular, é composta por nave única, coro com
oratório, capela -mor e sacristia. As paredes da nave são revestidas por azulejos de figura avulsa, e o teto, de madeira, é pintado com anjos e elementos hagiológicos. Ao centro da capela -mor foi erigido o retábulo barroco de talha dourada.
Em 7 de Novembro de 2012 foi publicada no Diário da República a classificação final do Recolhimento de Santa Maria Madalena/Casa das Convertidas como Imóvel de Interesse Público.

## Galeria

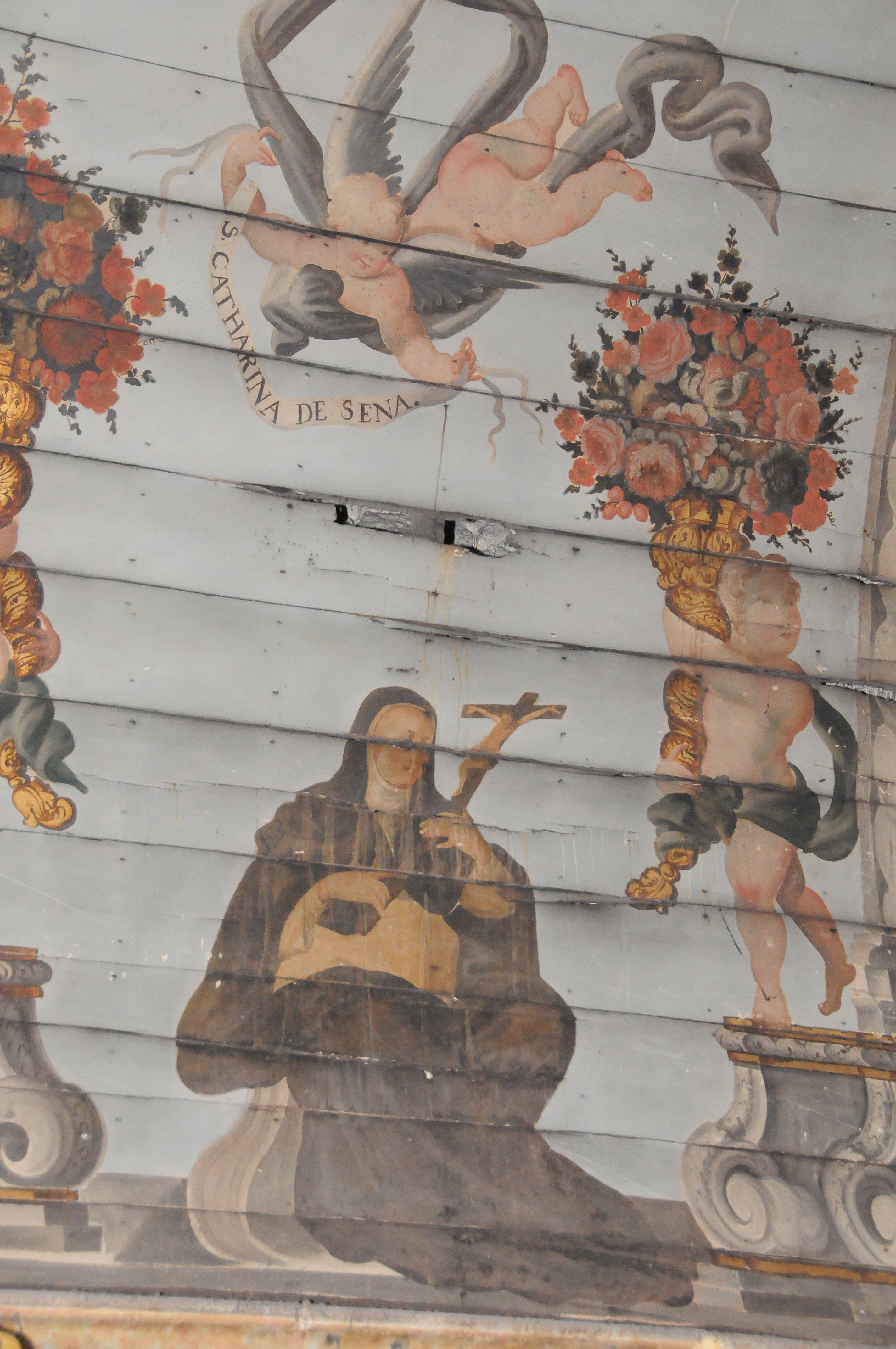
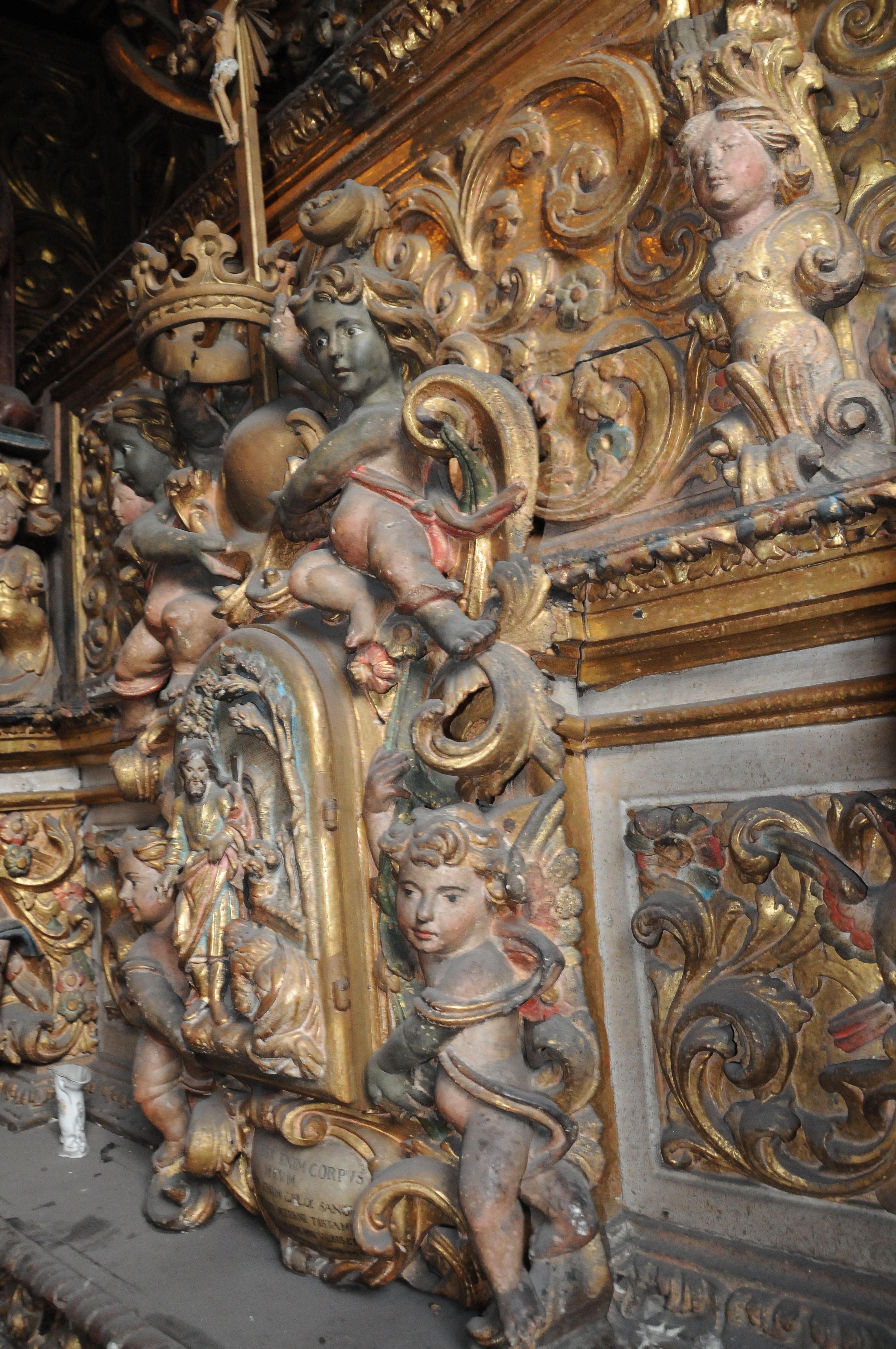
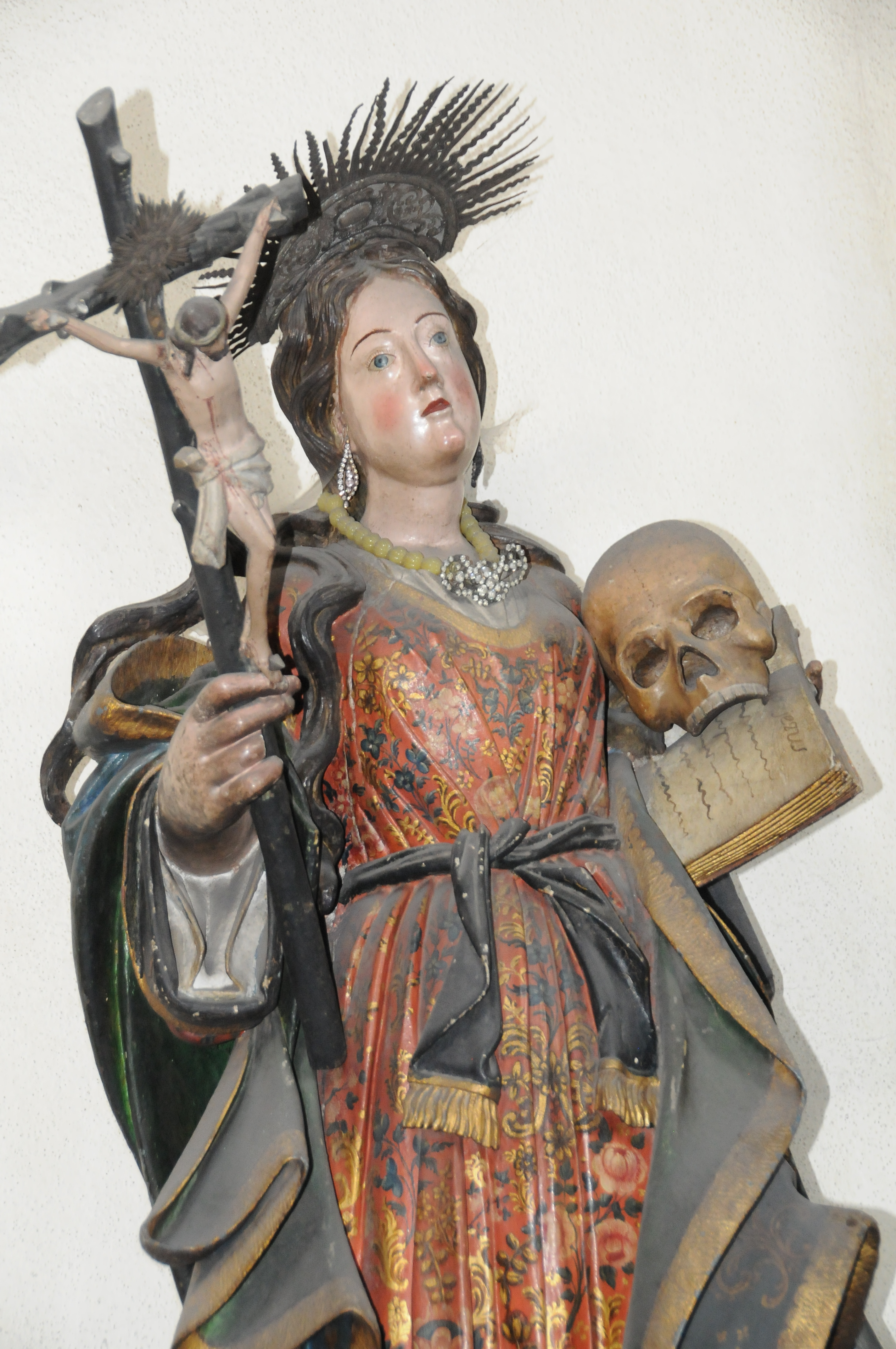